# Jogos Pan-Africanos de 1999
Os Jogos Pan-africanos de 1999 foram realizados na cidade de Joanesburgo, na África do Sul, entre 10 e 19 de setembro. Foram utilizados vinte locais de competição.

Esta edição teve como modalidade estreante o netball, disputada como demonstrativa. A cerimônia de abertura apresentou espetáculos de dança, parábolas africanas e os guerreiros guerreiros zulus para pouco menos de quinze mil espectadores. Durante a competição, a seleção camaronesa foi a campeã do futebol masculino e a anfitriã foi campeã masculina e feminina no hóquei sobre grama, além de líder do quadro de medalhas.

## Modalidades
O site oficial da Associação das Organizações Olímpicas Nacionais Africanas contabiliza vinte esportes, ao passo que o site oficial da competição, lista dezenove:
| - Atletismo - Beisebol - Basquete - Boxe - Ciclismo | - Futebol - Ginástica - Handebol - Hóquei sobre grama - Judô | - Caratê - Netball - Natação - Tênis de mesa - Taekwondo | - Tênis - Vôlei - Levantamento de peso - Wrestling |

## Quadro de medalhas
País sede destacado.
| Ordem | País                           | Medalha de ouro | Medalha de prata | Medalha de bronze | Total |
| ----- | ------------------------------ | --------------- | ---------------- | ----------------- | ----- |
| 1     | África do Sul                  | 71              | 64               | 49                | 184   |
| 2     | Nigéria                        | 64              | 28               | 37                | 129   |
| 3     | Egito                          | 53              | 60               | 45                | 158   |
| 4     | Tunísia                        | 20              | 20               | 23                | 63    |
| 5     | Argélia                        | 14              | 24               | 32                | 70    |
| 6     | Quénia                         | 10              | 10               | 20                | 40    |
| 7     | Camarões                       | 6               | 13               | 22                | 41    |
| 8     | Senegal                        | 6               | 10               | 9                 | 25    |
| 9     | Etiópia                        | 6               | 4                | 4                 | 14    |
| 10    | Lesoto                         | 6               | 1                | 3                 | 10    |
| 11    | Madagascar                     | 4               | 3                | 7                 | 14    |
| 12    | Angola                         | 4               | 1                | 1                 | 6     |
| 13    | Gana                           | 2               | 2                | 11                | 15    |
| 14    | Costa do Marfim                | 2               | 1                | 5                 | 8     |
| 14    | Uganda                         | 2               | 1                | 3                 | 6     |
| 16    | Zimbabwe                       | 1               | 10               | 13                | 24    |
| 17    | Maurícia                       | 1               | 7                | 9                 | 17    |
| 18    | Gabão                          | 1               | 3                | 6                 | 10    |
| 19    | República Democrática do Congo | 1               | 1                | 2                 | 4     |
| 20    | Moçambique                     | 1               |                  |                   | 1     |
| 21    | Botswana                       |                 | 3                | 2                 | 5     |
| 22    | Seicheles                      |                 | 1                | 6                 | 7     |
| 23    | Congo                          |                 | 1                | 2                 | 3     |
| 23    | Níger                          |                 | 1                | 2                 | 3     |
| 25    | Benim                          |                 | 1                |                   | 1     |
| 25    | Tanzânia                       |                 | 1                |                   | 1     |
| 25    | Congo                          |                 | 1                |                   | 1     |
| 25    | Zâmbia                         |                 | 1                |                   | 1     |
| 29    | Eswatini                       |                 |                  | 4                 | 4     |
| 30    | Cabo Verde                     |                 |                  | 2                 | 2     |
| 30    | Mali                           |                 |                  | 2                 | 2     |
| 30    | Namíbia                        |                 |                  | 2                 | 2     |
| 30    | República Centro-Africana      |                 |                  | 2                 | 2     |
| 34    | Guiné-Bissau                   |                 |                  | 1                 | 1     |
| 34    | Líbia                          |                 |                  | 1                 | 1     |
| 34    | Malawi                         |                 |                  | 1                 | 1     |
| TOTAL | TOTAL                          | 275             | 276              | 328               | 879   |